# Chiwara

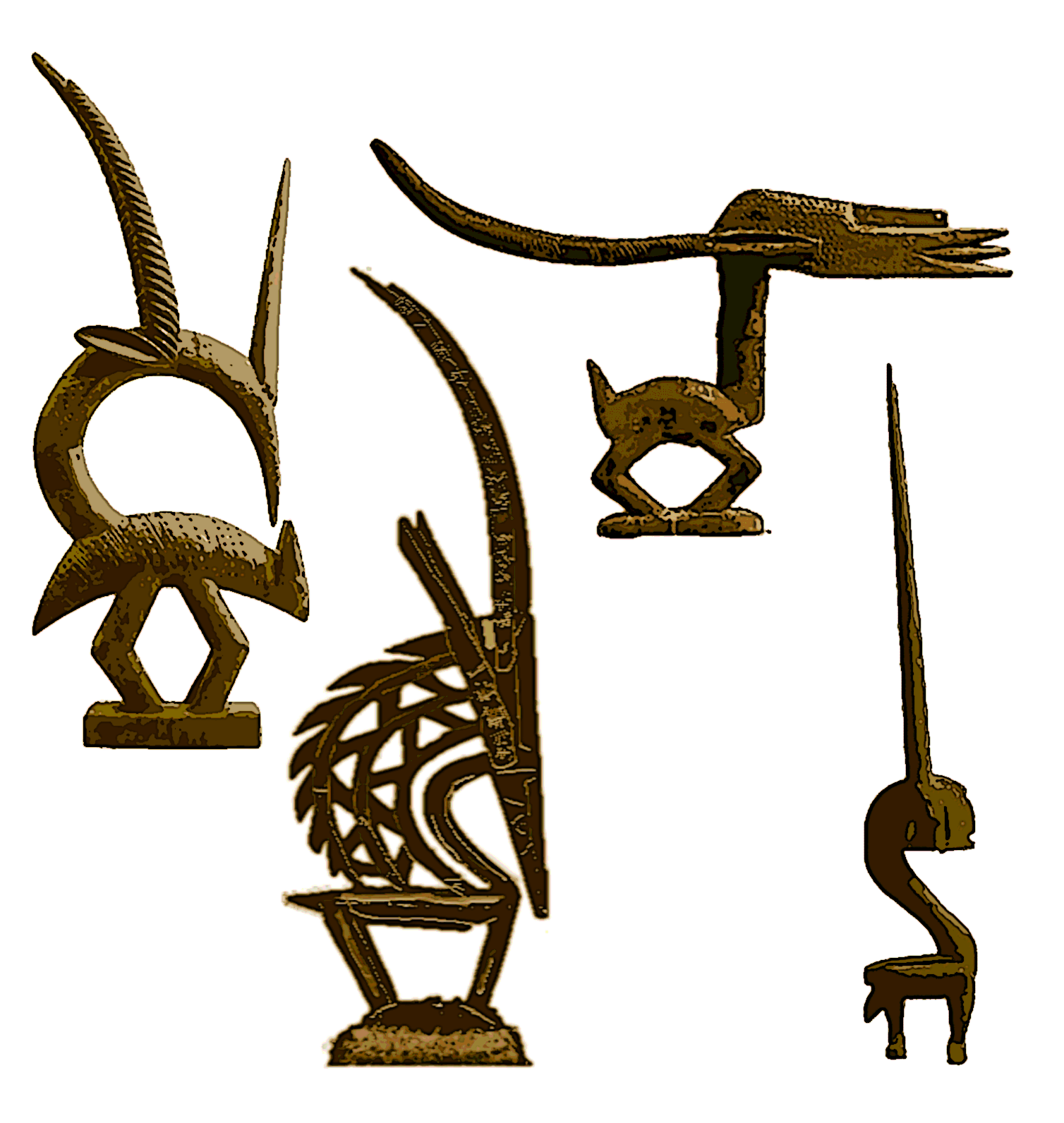
Comparación de los cuatro estilos principales de la máscara Chi Wara / Chiwara / Chi-Wara del pueblo Bambara de Mali. Estilo de izquierda a derecha Abstracto / Bougouni / Región Sur, Vertical / Segu / Región Norte, Horizontal / Bamako / Región Norte, y el estilo Abstracto / Región Sikasso.

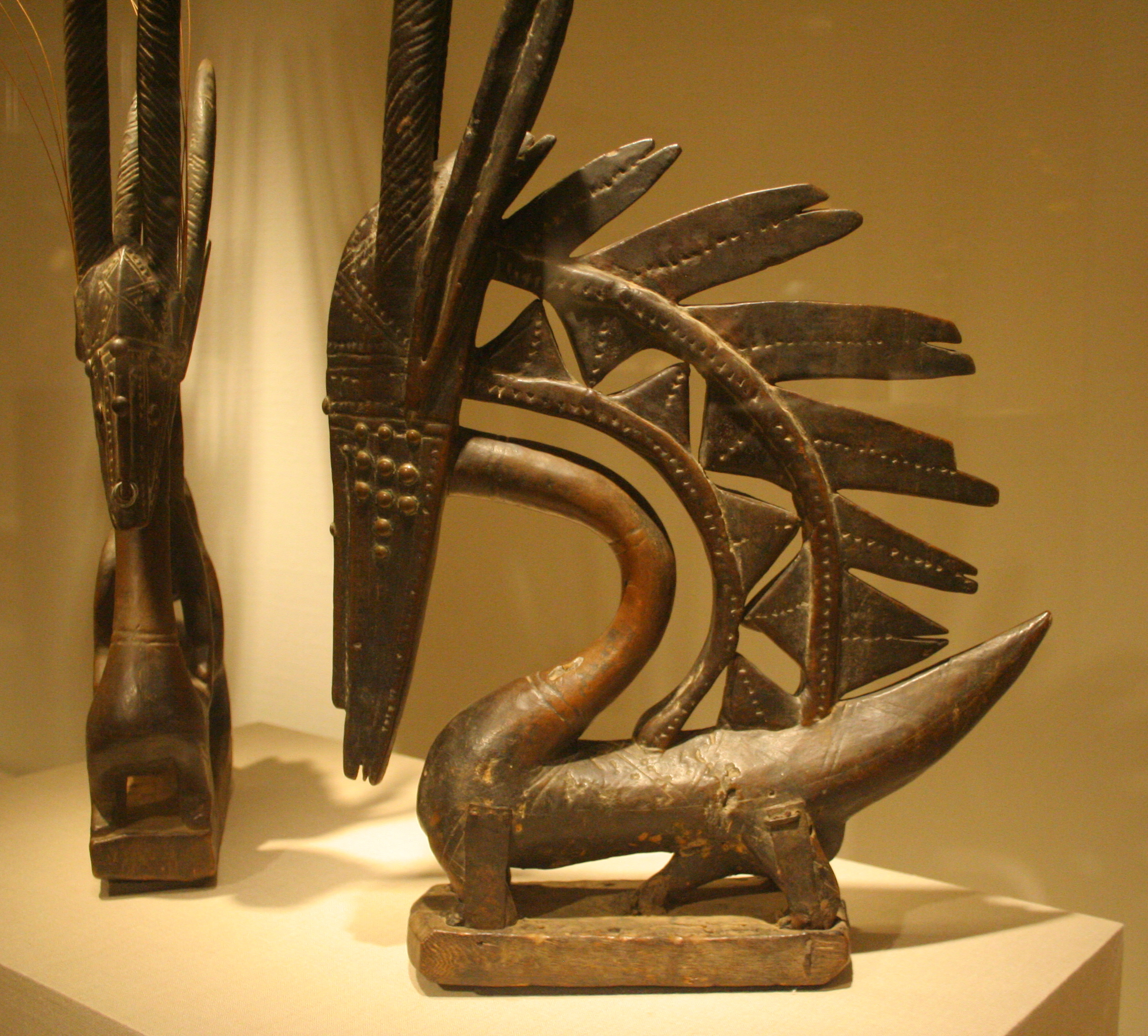
Dos Chiwara en el Instituto de Arte de Chicago. Estilos verticales femenino (izquierda) y masculino.

Un Chiwara (también Chi wara, Ci Wara, o Tyi Wara; Bambara: ciwara; en idioma francés: tchiwara), es un objeto ritual que representa a un antílope, utilizado por el grupo étnico Bambara en Malí. La sociedad de iniciación Chiwara utiliza máscaras Chiwara, así como danzas y rituales asociados principalmente con la agricultura, para enseñar a los hombres jóvenes de Bamana valores sociales y técnicas agrícolas.

## Variaciones
Las máscaras Chiwara se clasifican en tres categorías: horizontales, verticales o abstractas. Además, el Chiwara puede ser masculino o femenino. Las máscaras femeninas Chiwara se caracterizan por la presencia de un antílope bebé y cuernos rectos. Las máscaras Chiwara masculinas tienen cuernos doblados y un falo. El sexo de una máscara Chiwara es mucho más claro en las máscaras horizontales y verticales, mientras que las máscaras abstractas tienden a ser difíciles de clasificar.
La apariencia de la forma Chiwara varía mucho según la región y el tiempo producido. Los maestros talladores de madera específicos también modificaron sutilmente las formas locales aceptadas —o incluso ordenadas religiosamente—, formando una «firma» o «escuela» distintiva de las figuras Chiwara.
Estas variaciones regionales han sido asignadas en líneas generales a las categorías estilísticas anteriores. Así, el estilo Bougouni / Región Sur es una amalgama de varios motivos animales combinados en la misma obra, en un estilo abstracto; el estilo Bamako / Región Norte es generalmente del estilo horizontal; el estilo Segú / Región Norte —el corazón del Imperio Bambara— combina el estilo vertical con el único motivo de cuerpo triangular «recortado» de los machos. Se han propuesto otros estilos regionales, incluyendo el estilo de la región de Sikasso, con una forma delgada, delicada y vertical dentro de un rostro casi humano y sin hocico.

## Uso ceremonial
En Bambara, chi wara significa «trabajando animal salvaje», y es una representación de la mitología de Bambara sobre la creación de la agricultura.

### Mousso Koroni
Si bien hay varias versiones de la historia, el descubrimiento de la agricultura se atribuye al héroe Chi Wara, mitad antílope, mitad figura humana nacida de la unión de la diosa del cielo Mousso Koroni y un espíritu de la tierra en forma de cobra. El Chi Wara vino a la tierra para enseñar a los humanos a sembrar cosechas, y por eso es honrado tanto en los festivales de siembra como en los de cosecha.

### Figura del Chi Wara
El Chi Wara en sí mismo suele representarse como un Antílope ruano con un rostro casi humano, pero también toma formas de otras criaturas y emblemas de la agricultura. El héroe desciende de la diosa del cielo, y así representa al sol, su cuerpo es a menudo alargado y de patas cortas para representar al oso hormiguero que se entierra en la tierra como un granjero. Sus altos cuernos hacen eco a los tallos del mijo, y se levanta sobre una bailarina vestida con una masa de tallos [de rafia] para representar tanto el agua que fluye como una cosecha abundante. Los patrones en zig-zag hacen eco del movimiento del sol a través del cielo, y el pene de la figura masculina permanece bajo en el suelo, fertilizando la tierra.
Las figuras de Chi Wara siempre aparecen como una pareja hombre/mujer, combinando los elementos de la fertilidad de los humanos con la fertilidad de la tierra. La figura femenina suele llevar un antílope joven en la espalda, y se dice que representa a seres humanos transportados por el héroe Chi Wara, así como a un humano recién nacido transportado en la espalda de una madre.

### Chi wara ton
Como granjeros de la parte superior de la sabana del río Níger, la bendición de la agricultura es de gran importancia para la sociedad Bambara. Estas tradiciones sobreviven en parte porque los Bambara fueron una de las últimas culturas de la zona en abrazar el Islam, después de la caída del Imperio Bambara a finales del siglo XIX.
La cultura Bambara ha tenido tradicionalmente un estricto conjunto de cofradías de edad y casta (ton/jo/jow), y la sociedad chi wara ton' es una de las más importantes. Reúne a todos los varones adultos jóvenes del grupo de edad de «Soli» para trabajar en el campo en la limpieza, siembra y cosecha, cuando se necesita el mayor número de obreros. Las enseñanzas secretas de los chi wara ton transmiten las habilidades necesarias para este trabajo, del que depende la supervivencia misma de la comunidad.
El chi wara ton es también la única gran sociedad Bambara que incluye a ambos sexos. El trabajo de las mujeres es necesario para la agricultura, así como ambos sexos son necesarios para la reproducción humana.

### Danza
El Chiwara siempre se baila con cada figura de madera pegada a una canasta en la cabeza de la bailarina, y el cuerpo cubierto por una enorme pila de rafia. A menudo la cara se oscurece con rafia que ha sido coloreada o decorada, y la bailarina lleva un bastón largo. Las figuras están siempre en una o más parejas de macho y hembra, con la hembra bailando detrás del macho, abanicándolo y extendiendo sus poderes a la comunidad reunida. Las figuras masculinas saltan para representar al antílope, y luego rascan la tierra con sus duelas o cuernos que es como el Chiwara enseña a los humanos a cultivar. En algunas comunidades aparece también la figura de Mousso Koroni. Los niños iniciados llevan un Sogono Kuni («Cabeza de antílope pequeño»), que es bastante raro encontrar en los museos.

## Influencia mundial
Las formas escultóricas africanas se pusieron de moda entre los artistas y coleccionistas europeos a principios del siglo XX, y el Chiwara, especialmente en sus formas más abstractas, se convirtió en uno de los iconos de lo que los europeos llamaban Arte Primitivo. El artista Guillaume Apollinaire y el coleccionista  Paul Guillaume[[]] publicaron imágenes del Chiwara en sus Sculptures nègres en 1917, mientras que Picasso, Braque y Les Fauves quedaron fascinados con la escultura africana y las máscaras en general, y la figura del Chiwara en particular.
Una figura Chiwara vertical, masculina y semi-abstraída fue incluida en la exposición African Negro Art del Metropolitan Museum of Art de 1935 y en las Obras Maestras de Arte Africano del Brooklyn Museum de 1954 (así como en las exposiciones de Londres, y París), que fueron muy influyentes para los artistas y coleccionistas occidentales. y su contorno sigue siendo uno de los más reconocibles de las formas de arte africano.